# Tupolev
Tupolev (ryska: Туполев) är ett ryskt konstruktionsföretag för främst flygplan.
Några kända flygplan är Tupolev Tu-154 som ett tremotorigt medeldistansplan och Tupolev Tu-144, ett passagerarplan som kan gå i överljudshastighet, Tupolev Tu-95, som är världens snabbaste turboprop. Tu-144 utvecklades samtida med Concorde och de båda flygplanen liknar varandra och industrispionage utfört av Sovjetunionen förekom under 1970-talet.

## Historik
Tupolev grundades 1922 av Andrej Tupolev och är känt för utformning av många banbrytande flygplan för både civilt och militärt bruk. De byggde också sjöflygplan på 1930-talet, men senare övertogs den tillverkningen av Beriev
Tillverkningen handhas av andra företag. Under 1920- och 1930-talen uppmärksammades man mest för tunga bombflygplan. Under andra världskriget var Tupolev Tu-2 en av Sovjetunionens främsta frontlinjebombare. Från 1942 tillverkades planet i flera olika versioner. 
Efter kriget skapades Sovjetunionens första interkontinentala bombplan, Tu-4. Detta skedde efter att ett amerikanskt bombplan från Boeing av typen B-29 landat i Sovjetunionen 1945. På Stalins uppdrag fick Tupolev i uppgift att kopiera B-29 och leverera 20 stycken testflygplan för utvärdering inom två år. Det resulterande planet Tu-4 flög första gången 1947. Planet kom att få stor betydelse för Tupolevs utveckling under efterkrigstiden.

## Modeller
- Tupolev Tu-4
- Tupolev Tu-16
- Tupolev Tu-22
- Tupolev Tu-22M
- Tupolev Tu-95
- Tupolev Tu-104
- Tupolev Tu-110
- Tupolev Tu-114
- Tupolev Tu-124
- Tupolev Tu-134
- Tupolev Tu-144
- Tupolev Tu-154
- Tupolev Tu-155
- Tupolev Tu-160
- Tupolev Tu-204
- Tupolev Tu-214
- Tupolev Tu-334

## Bilder

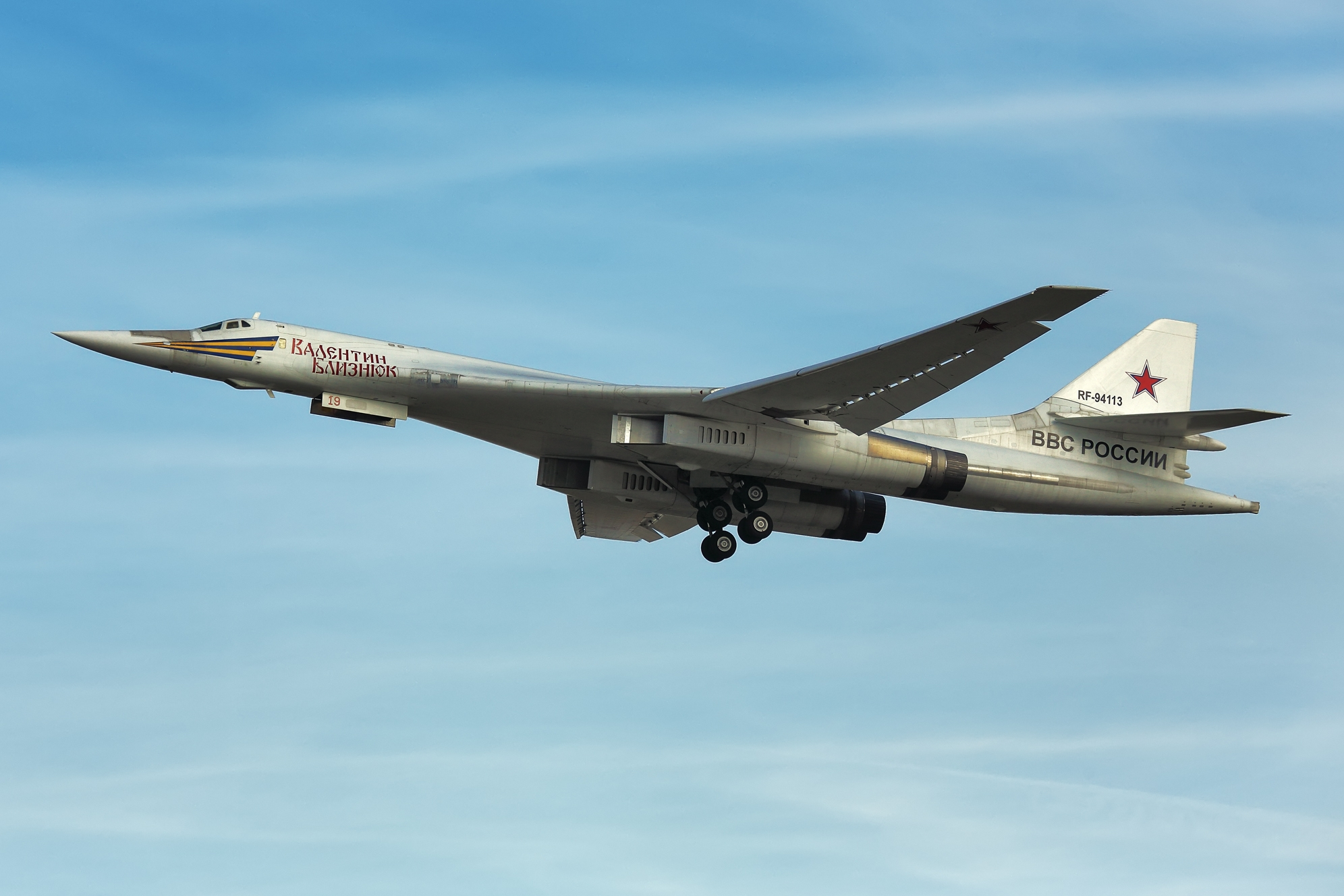
Bombflygplanet Tupolev Tu-160.
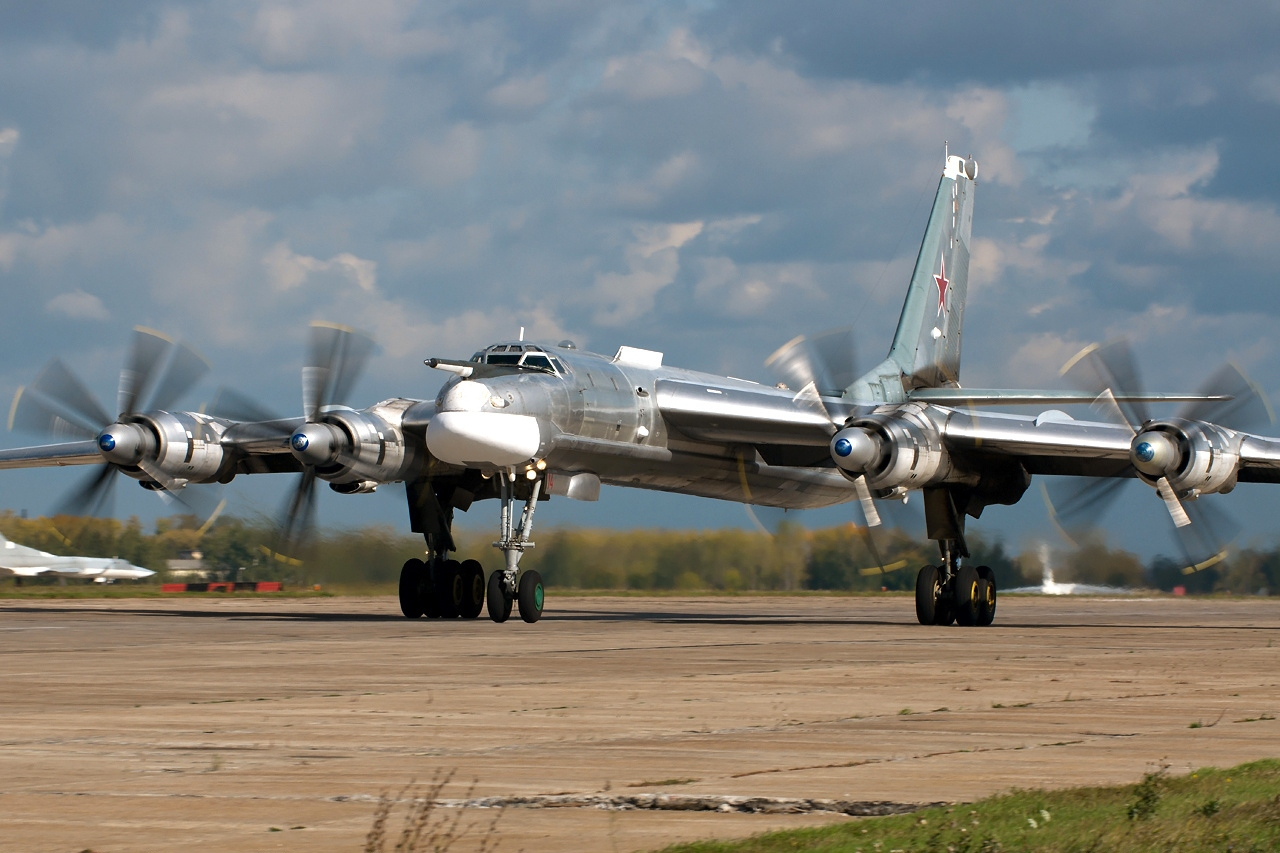
Turboprop och bombflygplanet Tupolev Tu-95.
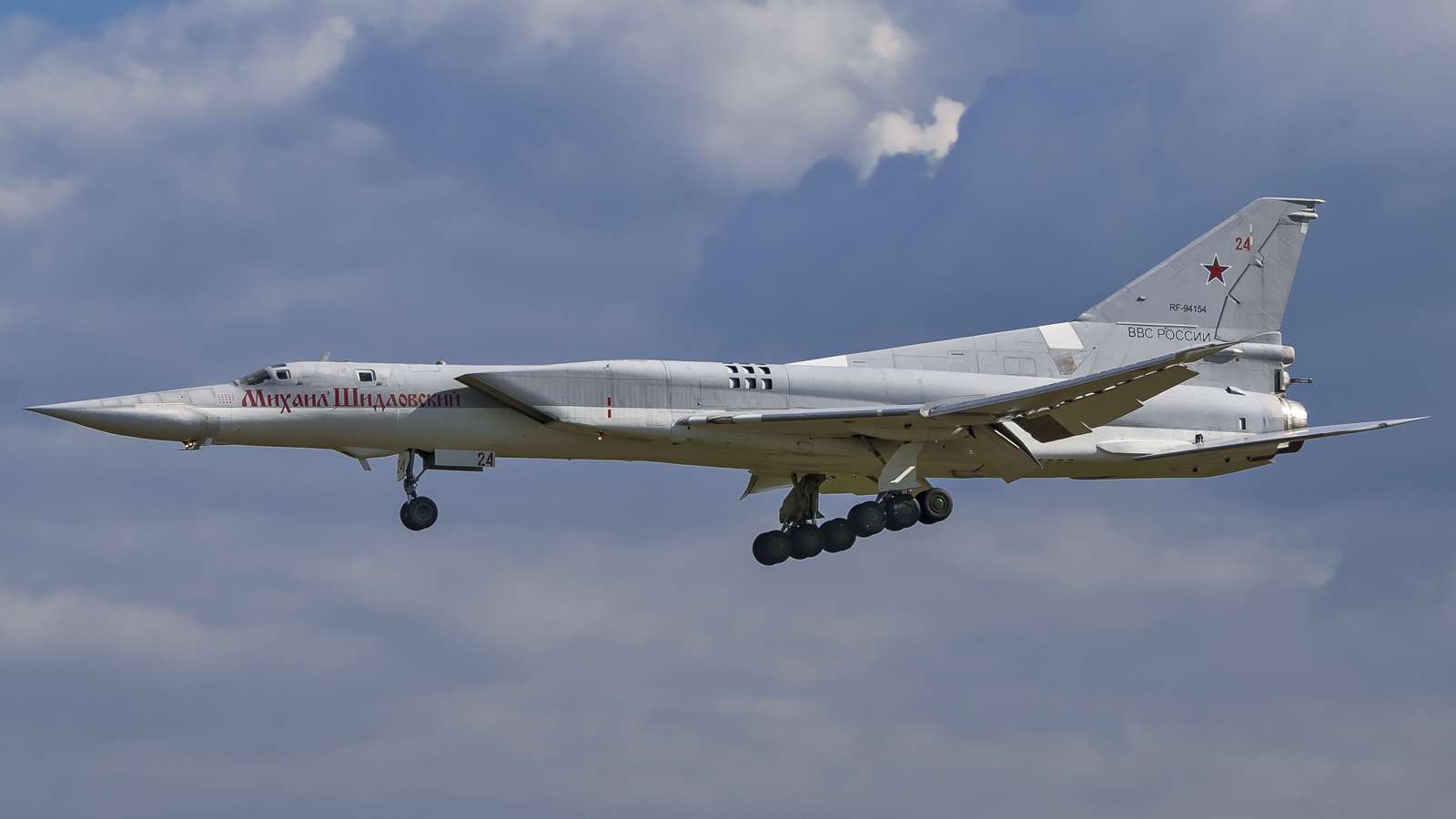
Bomflygplanet Tupolev Tu-22M.
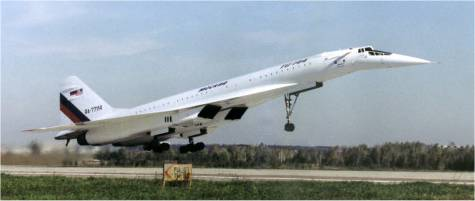
Överljudsflygplanet Tupolev Tu-144.